# 謝杏生
謝杏生，（1916年-2013年），戲曲服裝設計師、中国工藝美術大师，江蘇省蘇州市吳縣東渚鎮（今属蘇州新區）人。1929年師從上海戯衣作坊王錦榮。設計風格上善於吸收國畫中的章法、技巧，勇於創新。其作品紋樣生動、配色雅緻、式樣大方新穎、注重烘託人物。
謝杏生曾為梅蘭芳、程硯秋、周信芳、馬連良、俞振飛等著名表演藝術家設計過大量戲衣及門簾台帳。
謝杏生於1979年在全國工藝美術創作人員代表大會上被評為中国工藝美術大师。曾居蘇州新區東渚鎮青山村。

## 外部連結
- 谢杏生：七十余载“戏衣”情